# Hernando Yáñez de la Almedina

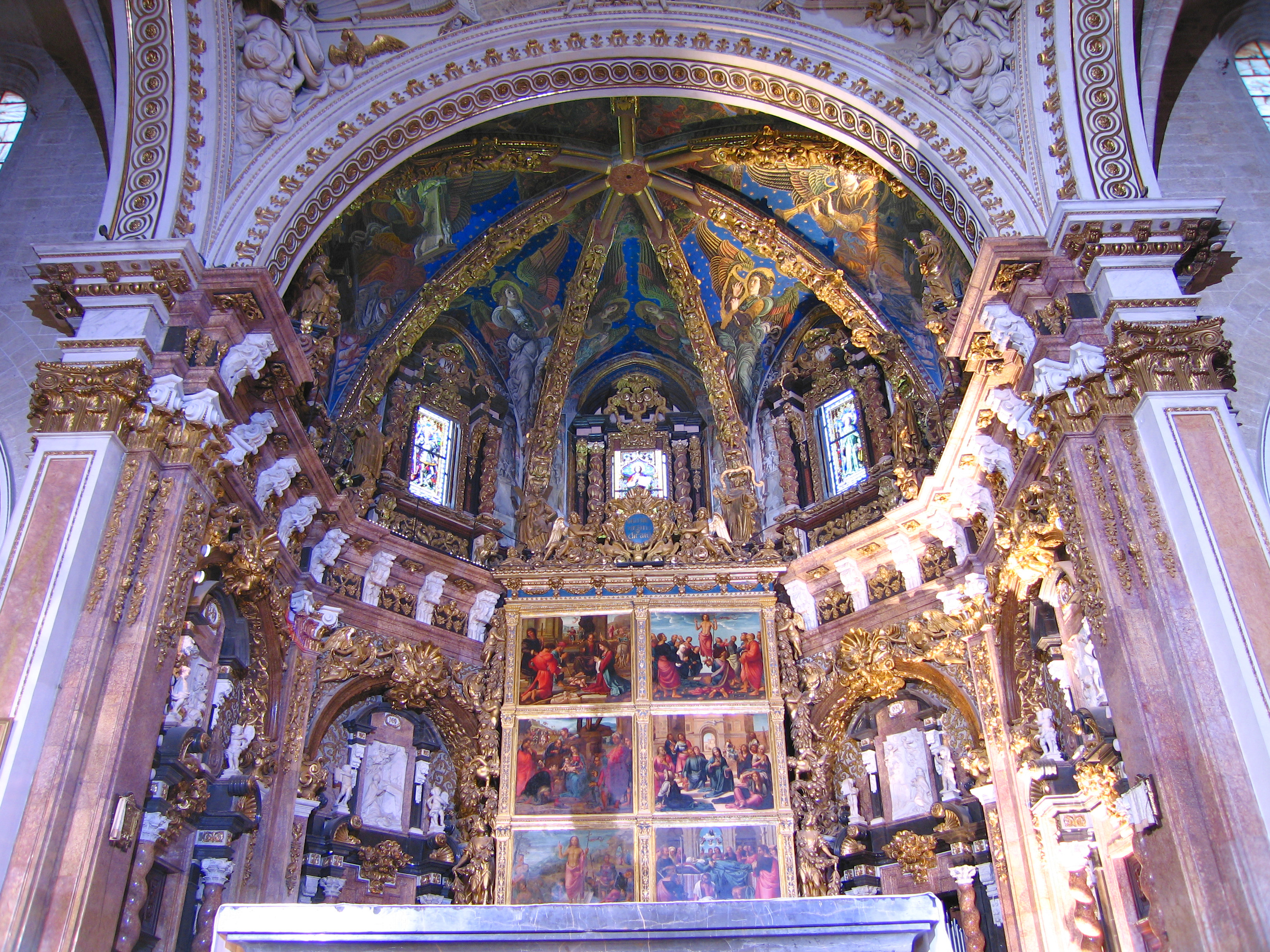
Presbiteri de la Catedral de València presidit pel retaule major, obra de Hernando Yáñez de la Almedina y Hernando de los Llanos

Hernando o Fernando Yáñez de la Almedina (Almedina, Ciudad Real, cap al 1475 - Almedina, cap al 1537), fou un pintor castellà del Renaixement.

## Biografia
Encara de jove degué anar a Itàlia, com indica l'indubtable italianisme del seu estil, que denota una marcada influència del sfumato de Leonardo da Vinci i altres influències florentines, així com dels cercles venecians de Giorgione de Castelfranco; en dos documents de 1505 sobre la pintura de La batalla d'Anghiari de da Vinci i els seus deixebles al palau Vecchio de Florència se cita a un Ferrando Spagnolo, dipintore, la qual cosa potser correspon a Yáñez o més probablement a Hernando de los Llanos.
A la seua tornada a Espanya es va establir a València, on apareix documentat per primera vegada en 1506, data en què va pintar el retaule de Sant Cosme i Sant Damià per a la catedral de València, cremat quasi enterament en 1936; allí va trobar un mercat per a la seua pintura i va treballar ininterrompudament fins a 1526 col·laborant amb el citat Hernando de los Llanos; tots dos firmaven Hernando o Fernando, fet que va generar la confusió de creure que eren un mateix pintor; van treballar en les portes del retaule major de la catedral de València entre 1507 i 1510, conjunt important perquè representa l'establiment del model leonardesc en terres valencianes; si bé aquests dos pintors són acusadament leonardescs i renaixentistes, la imitació de Leonardo per Llanos és més literal i Yáñez posseeix un estil amb més recursos; Yáñez va fer algun treball a Barcelona en 1515, però quasi tota la seua obra conservada correspon al període de València, on va pintar peces com L'abraçada davant de la Porta Daurada, L'adoració dels pastors i La dormició de la Mare de Déu, totes en les portes del retaule major de la catedral. Llanos i Yáñez van abandonar València abans de 1520, dirigint-se l'un a Múrcia i l'altre a Conca.
En 1531 se sap que estava en Conca pintant diversos retaules. Així, doncs, poden establir-se tres períodes o fases en Yáñez: una italiana, a qui se li atribueix Els Sants Ermitans del Museu Brera de Milà, una valenciana, la més important, i una de Conca, final.

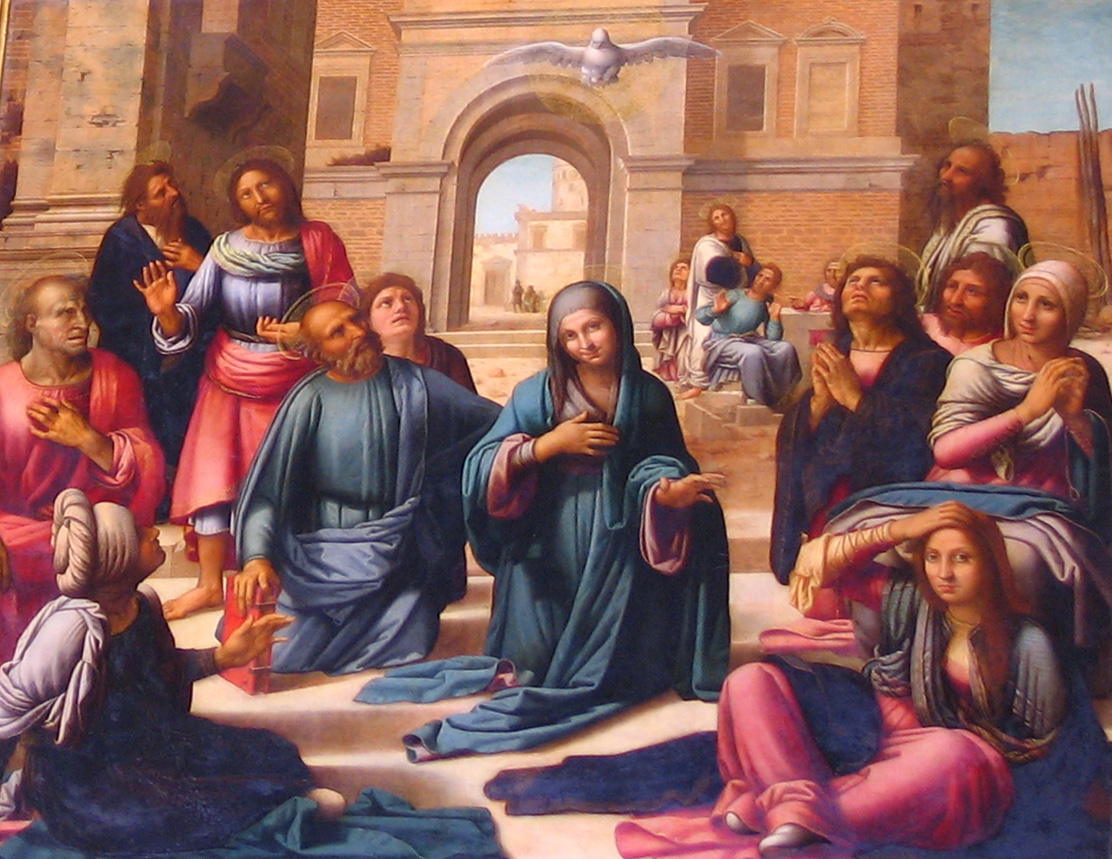
Detall de les portes del retaule major de la Seu de València
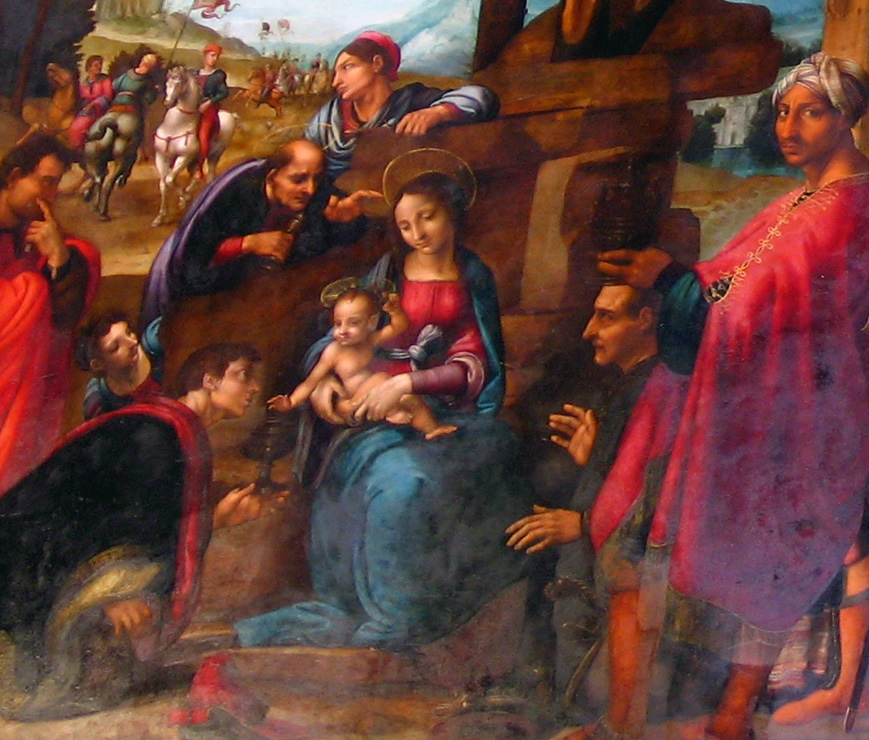
Detall de les portes del retaule major de la Seu de València
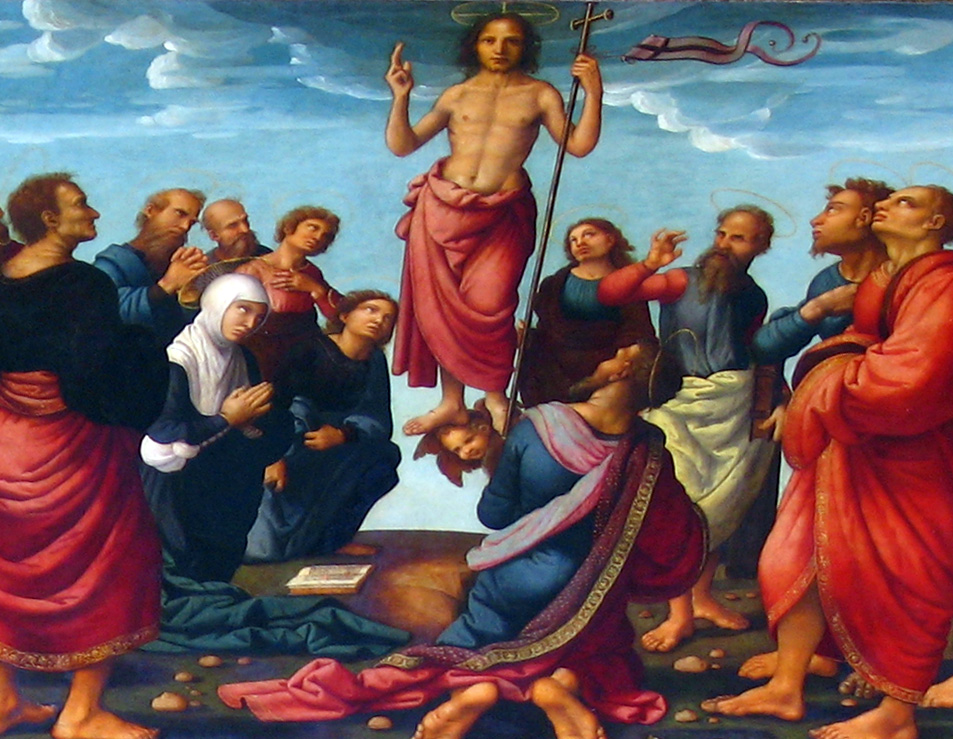
Detall de les portes del retaule major de la Seu de València
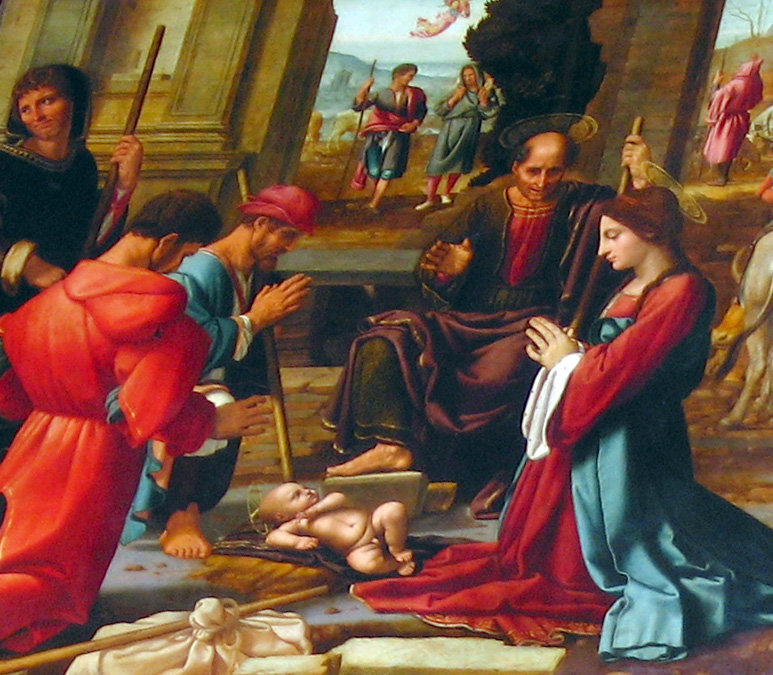
Detall de les portes del retaule major de la Seu de València

## Obra
Les seues composicions es caracteritzen pels estilemes leonardescs (sfumato, dolçor dels rostres i gestos), la claredat formal i l'amplitud escenogràfica dels fons, la profunditat de les figures, que es presenten en actitud serena i reposada, i l'hàbil conjugació d'arquitectura monumental i personatges d'una forma més caracteritzada que Llanos; presta atenció especial a les qualitats de robes i objectes, fet que representa una resta de la tradició flamenca habitual en l'escola espanyola.
Entre les seues obres destaquen Santa Caterina d'Alexandria i Sant Damià i Santa Anna amb la Mare de Déu i el Xiquet ambdós en el Museu del Prado, i Els Sants Ermitans (Milà). Al Museu de Belles Arts de València, a més de La Resurrecció, hi ha cinc tauletes de tema religiós; al museu de l'església del Patriarca, L'Anunciació, a l'església de Sant Nicolau de València Santa Anna, la Mare de Déu i el Xiquet dormit. A Aiora (Vall de Cofrents): La Mare de Déu, Déu Pare, L'Angel de l'Anunciació i Sant Onofre. En la Col·lecció March (Palma): Juí Final. A la col·legiata de Xàtiva (Costera): Juí Final (cremat en 1936). Al seu període de Conca corresponen els retaules de La Crucifixió, Epifania, La Pietat i L'adoració dels pastors en la catedral. En el Museu del Prado Santa Anna amb la Mare de Déu, el Xiquet i Sant Joan Baptista. La Sagrada Família està en la Col·lecció Grether en Buenos Aires (Argentina). Crist entre Sant Pere i Sant Joan Evangelista en la Col·lecció Cremer de Dortmund (Alemanya).